# Markus Jürgenson
Markus Jürgenson (Tartu, 9 settembre 1987) è un ex calciatore estone, di ruolo difensore o centrocampista.

## Palmarès

### Club
- Supercoppa d'Estonia: 5

Flora Tallinn: 2009, 2011, 2012, 2014, 2016
- Campionato estone: 3

Flora Tallinn: 2010, 2011, 2015
- Coppa d'Estonia: 3

Flora Tallinn: 2010-2011, 2012-2013, 2015-2016